# Herrmann Weyeneth

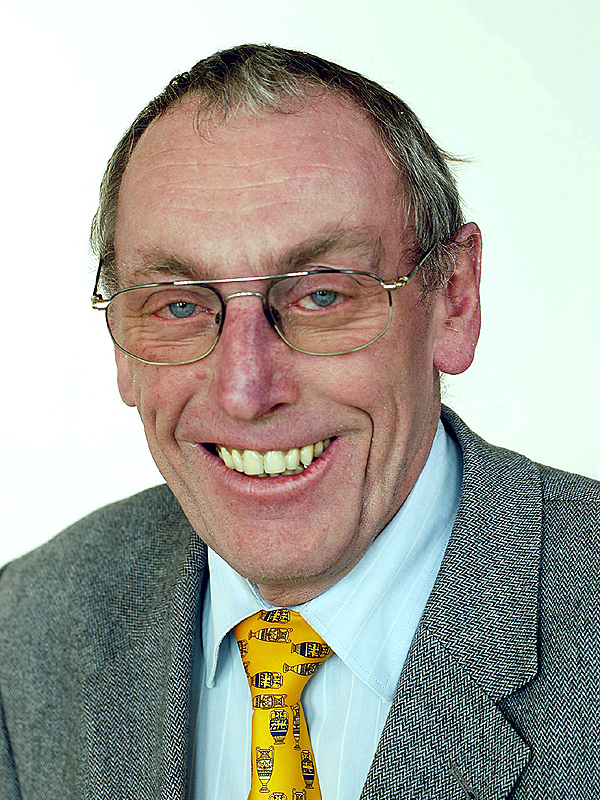

Herrmann Weyeneth, est une personnalité politique suisse membre de l'Union démocratique du centre (UDC).

## Biographie
En 1994, il est élu au Conseil national.